# Hieronymus Cock

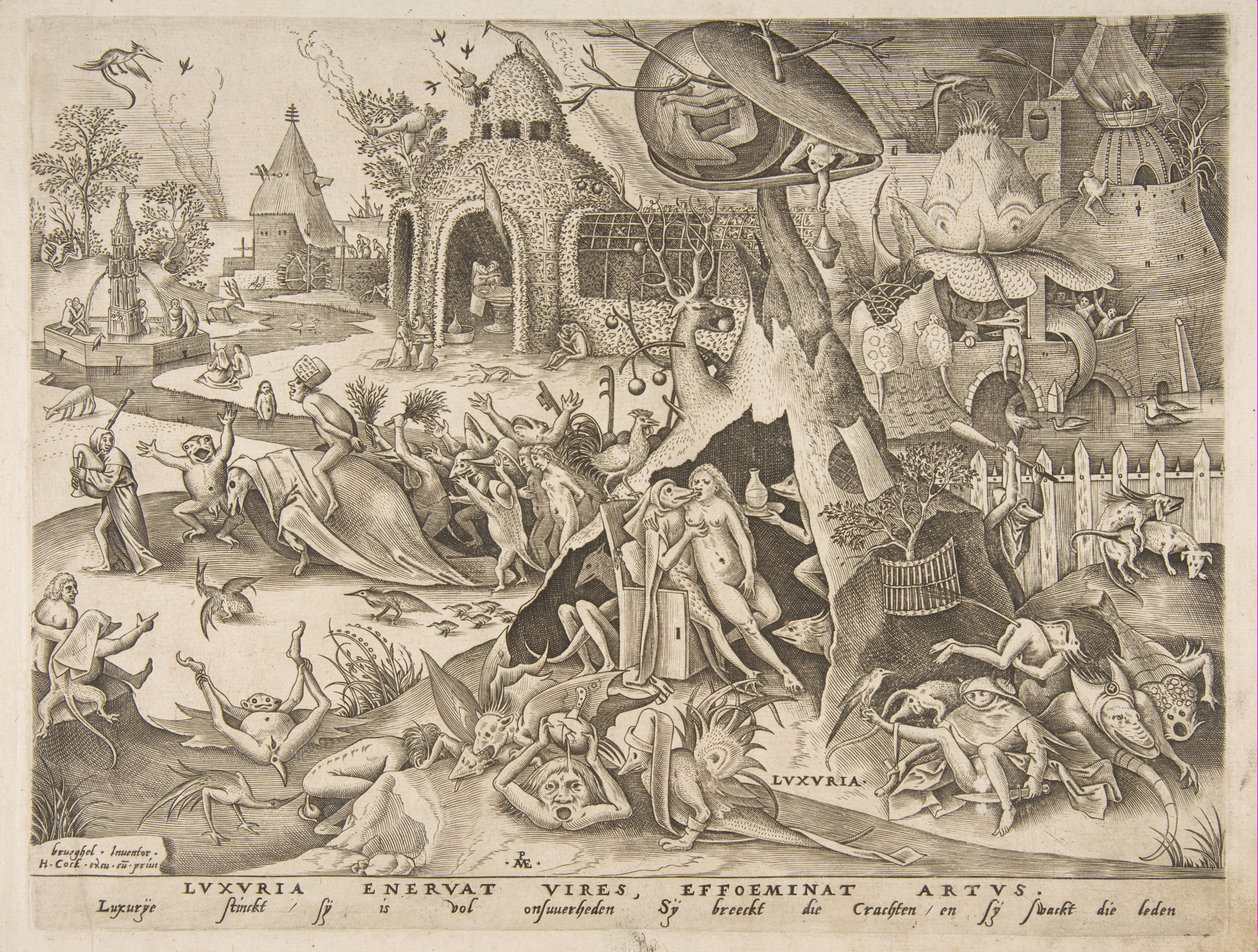
Kupferstich herausgegeben von Cock (Sieben Todsünden)

Hieronymus Cock oder Jérôme Cock (* um 1510; † 1570) war ein niederländischer Verleger.
Cock, der als einer der bedeutendsten Verleger von Stichen im 16. Jahrhundert gilt, betätigte sich auch selbst als Maler und Kupferstecher.
Pieter Bruegel der Ältere absolvierte seine Lehrzeit bei Cock, der die Zeichnungen Bruegels verbreitete, indem er sie als Stichreproduktionen veröffentlichte.
Wesentlichen Einfluss auf die Kunst hatte er durch die 1551 produzierten Blätter von Ruinenlandschaften römischer antiker Gebäude, dessen Motive die Maler vermehrt anfingen, in ihre Bilder zu integrieren, was bei späteren Malern zu einer ausgeprägten Ruinenromantik führte (26 Bl. Römische Ruinen).